# Georges Charles Émile Colin
Pour les articles homonymes, voir Colin.
Georges Charles Émile Colin, né Émile Charles Stephen Georges Colin le 5 septembre 1853 aux Essarts (Vendée) et mort le 1er mai 1902 à Marseille, est un médecin et explorateur français de l'Afrique de l'Ouest.

## Biographie
Médecin dans la Marine nationale, il participe aux campagnes topographiques de Gustave Borgnis-Desbordes au Sénégal (1881-1882). Il soutient en 1883 devant la faculté de Paris une thèse de médecine intitulée Contribution à la géographie médicale du Haut-Sénégal.
Le ministère de la Marine le charge en 1883 de visiter les districts aurifères du Bambouk et du Bouré occupés par des partisans de Samory. Il part alors de Bakel le 25 juillet 1883 avec dix mille francs de marchandises de traite et passe à Sénoudébou où on lui remet des lettres de recommandation pour les chefs du Bambouk.
Il franchit la Falémé, arrive à Kéniéba en septembre puis atteint la première mine d'or du Bambouk à Sola (octobre). Dans le Tambaoura le mois suivant, il signe un traité de commerce avec le roi. Il marche alors sur le Bafing et entre à Kassama qu'il est le premier Européen à découvrir. Il rejoint ensuite Bafoulabé et, sur le trajet retour, visite les mines d'or du Diébédougou. Il rentre enfin à Bakel le 25 mars 1884.
Le 4 juillet 1889, il s'embarque à Bordeaux et semble avoir séjourné assez longuement sur l'île de Carabane. On perd sa trace ensuite.

## Travaux
- Contribution à la géographie médicale du Haut-Sénégal, Paris, A. Davy, 1883.
- Haut-Sénégal. Exploration sur la Falémé, 1885.
- « Le Bambouk (Soudan occidental) », Bulletin de la Societé languedocienne de géographie, VIII, 1885, p. 640-645, [lire en ligne].
- « Mes voyages au Sénégal », Bulletin de la Société de géographie de Lille, 1886, p. 259-270.